# Percomorfe
Percomorfele (Percomorpha) sunt o serie de pești osoși teleosteenii care cuprind 9 ordine cu 245 familii, 2212 genuri și 13173 specii; Majoritatea sunt pești marini, dar sunt și câteva familii de pești primar dulcicoli.

## Caracterele distinctive
Caracterele distinctive ale percomorfelor sunt următoarele trăsături anatomice:
- Centura pelviană este situată anterior și este legată de cea scapulară direct sau printr-un ligament care se înserează pe cleitru sau coracoid.
- Procesul pelvian anterior este deplasat ventral.
- Înotătoarea ventrală are de obicei un spin anterior și 5 radii moi (sau un număr mai mare de radii la taxonii primitivi de percomorfe).
- Solzii de cele mai multe ori sunt ctenoizi.

## Sistematica
Aproximativ jumătate din peștii vii aparțin acestei serii. Percomorfele includ aproximativ 13173 de specii repartizate în 9 ordine, 245 de familii și 2212 genuri.
- Seria Percomorpha

- Ordinul Stephanoberyciformes

- Familia  Melamphaidae
- Familia  Stephanoberycidae
- Familia  Hispidoberycidae
- Familia  Gibberichthyidae
- Familia  Rondeletiidae
- Familia  Barbourisiidae
- Familia  Cetomimidae
- Familia  Mirapinnidae
- Familia  Megalomycteridae

- Ordinul Beryciformes

- Subordinul Trachichthyoidei

- Familia  Anoplogastridae
- Familia  Diretmidae
- Familia  Anomalopidae
- Familia  Monocentridae
- Familia  Trachichthyidae

- Subordinul Berycoidei

- Familia  Berycidae

- Subordinul Holocentroidei

- Familia  Holocentridae

- Ordinul Zeiformes

- Subordinul Cyttoidei

- Familia  Cyttidae

- Subordinul Zeioidei

- Familia  Oreosomatidae
- Familia  Parazenidae
- Familia  Zeniontidae (Zenionidae)
- Familia  Grammicolepididae
- Familia  Zeidae

- Ordinul Gasterosteiformes

- Subordinul Gasterosteoidei

- Familia  Hypoptychidae
- Familia  Aulorhynchidae
- Familia  Gasterosteidae
- Familia  Indostomidae

- Subordinul Syngnathoidei

- Familia  Pegasidae
- Familia  Solenostomidae
- Familia  Syngnathidae
- Familia  Aulostomidae
- Familia  Fistulariidae
- Familia  Macroramphosidae
- Familia  Centriscidae

- Ordinul Synbranchiformes

- Subordinul Synbranchoidei

- Familia  Synbranchidae

- Subordinul Mastacembeloidei

- Familia  Chaudhuriidae
- Familia  Mastacembelidae

- Ordinul Scorpaeniformes

- Subordinul Dactylopteroidei

- Familia  Dactylopteridae

- Subordinul Scorpaenoidei

- Familia  Scorpaenidae
- Familia  Caracanthidae
- Familia  Aploactinidae
- Familia  Pataecidae
- Familia  Gnathanacanthidae
- Familia  Congiopodidae

- Subordinul Platycephaloidei

- Familia  Triglidae
- Familia  Peristediidae
- Familia  Bembridae
- Familia  Platycephalidae
- Familia  Hoplichthyidae

- Subordinul Anoplopomatoidei

- Familia  Anoplopomatidae

- Subordinul Hexagrammoidei

- Familia  Hexagrammidae

- Subordinul Normanichthyiodei

- Familia  Normanichthyidae

- Subordinul Cottoidei

- Familia  Rhamphocottidae
- Familia  Ereuniidae
- Familia  Cottidae
- Familia  Comephoridae
- Familia  Abyssocottidae
- Familia  Hemitripteridae
- Familia  Agonidae
- Familia  Psychrolutidae
- Familia  Bathylutichthyidae
- Familia  Cyclopteridae
- Familia  Liparidae

- Ordinul Perciformes

- Subordinul Percoidei

- Familia  Centropomidae
- Familia  Ambassidae
- Familia  Latidae
- Familia  Moronidae
- Familia  Percichthyidae
- Familia  Perciliidae
- Familia  Acropomatidae
- Familia  Symphysanodontidae
- Familia  Polyprionidae
- Familia  Serranidae
- Familia  Centrogeniidae
- Familia  Ostracoberycidae
- Familia  Callanthiidae
- Familia  Pseudochromidae
- Familia  Grammatidae
- Familia  Plesiopidae
- Familia  Notograptidae
- Familia  Opistognathidae
- Familia  Dinopercidae
- Familia  Banjosidae
- Familia  Centrarchidae
- Familia  Percidae
- Familia  Priacanthidae
- Familia  Apogonidae
- Familia  Epigonidae
- Familia  Sillaginidae
- Familia  Malacanthidae
- Familia  Lactariidae
- Familia  Dinolestidae
- Familia  Scombropidae
- Familia  Pomatomidae
- Familia  Nematistiidae
- Familia  Coryphaenidae
- Familia  Rachycentridae
- Familia  Echeneidae
- Familia  Carangidae
- Familia  Menidae
- Familia  Leiognathidae
- Familia  Bramidae
- Familia  Caristiidae
- Familia  Emmelichthyidae
- Familia  Lutjanidae
- Familia  Caesionidae
- Familia  Lobotidae
- Familia  Gerreidae
- Familia  Haemulidae
- Familia  Inermiidae
- Familia  Nemipteridae
- Familia  Lethrinidae
- Familia  Sparidae
- Familia  Centracanthidae
- Familia  Polynemidae
- Familia  Sciaenidae
- Familia  Mullidae
- Familia  Pempheridae
- Familia  Glaucosomatidae
- Familia  Leptobramidae
- Familia  Bathyclupeidae
- Familia  Monodactylidae
- Familia  Toxotidae
- Familia  Arripidae
- Familia  Dichistiidae
- Familia  Kyphosidae
- Familia  Drepaneidae
- Familia  Chaetodontidae
- Familia  Pomacanthidae
- Familia  Enoplosidae
- Familia  Pentacerotidae
- Familia  Nandidae
- Familia  Polycentridae
- Familia  Terapontidae
- Familia  Kuhliidae
- Familia  Oplegnathidae
- Familia  Cirrhitidae
- Familia  Chironemidae
- Familia  Aplodactylidae
- Familia  Cheilodactylidae
- Familia  Latridae
- Familia  Cepolidae

- Subordinul Elassomatoidei

- Familia  Elassomatidae

- Subordinul Labroidei

- Familia  Cichlidae
- Familia  Embiotocidae
- Familia  Pomacentridae
- Familia   Labridae
- Familia  Odacidae
- Familia  Scaridae

- Subordinul Zoarcoidei

- Familia  Bathymasteridae
- Familia  Zoarcidae
- Familia  Stichaeidae
- Familia  Cryptacanthodidae
- Familia  Pholidae
- Familia  Anarhichadidae
- Familia  Ptilichthyidae
- Familia  Zaproridae
- Familia  Scytalinidae

- Subordinul Notothenioidei

- Familia  Bovichtidae
- Familia  Pseudaphritidae
- Familia  Eleginopidae
- Familia  Nototheniidae
- Familia  Harpagiferidae
- Familia  Artedidraconidae
- Familia  Bathydraconidae
- Familia  Channichthyidae

- Subordinul Trachinoidei

- Familia  Chiasmodontidae
- Familia  Champsodontidae
- Familia  Trichodontidae
- Familia  Pinguipedidae
- Familia  Cheimarrhichthyidae
- Familia  Trichonotidae
- Familia  Creediidae
- Familia  Percophidae
- Familia  Leptoscopidae
- Familia  Ammodytidae
- Familia  Trachinidae
- Familia  Uranoscopidae

- Subordinul Pholidichthyoidei

- Familia  Pholidichthyidae

- Subordinul Blennioidei

- Familia  Tripterygiidae
- Familia  Dactyloscopidae
- Familia  Blenniidae
- Familia  Clinidae
- Familia  Labrisomidae
- Familia  Chaenopsidae

- Subordinul Icosteoidei

- Familia  Icosteidae

- Subordinul Gobiesocoidei

- Familia  Gobiesocidae

- Subordinul Callionymoidei

- Familia  Callionymidae
- Familia  Draconettidae

- Subordinul Gobioidei

- Familia  Rhyacichthyidae
- Familia  Odontobutidae
- Familia  Eleotridae
- Familia  Xenisthmidae
- Familia  Kraemeriidae
- Familia  Gobiidae
- Familia  Microdesmidae
- Familia  Ptereleotridae
- Familia  Schindleriidae

- Subordinul Kurtoidei

- Familia  Kurtidae

- Subordinul Acanthuroidei

- Familia  Ephippidae
- Familia  Scatophagidae
- Familia  Siganidae
- Familia  Luvaridae
- Familia  Zanclidae
- Familia  Acanthuridae

- Subordinul Scombrolabracoidei

- Familia  Scombrolabracidae

- Subordinul Scombroidei

- Familia  Sphyraenidae
- Familia  Gempylidae
- Familia  Trichiuridae
- Familia  Scombridae
- Familia  Xiphiidae
- Familia  Istiophoridae

- Subordinul Stromateoidei

- Familia  Amarsipidae
- Familia  Centrolophidae
- Familia  Nomeidae
- Familia  Ariommatidae
- Familia  Tetragonuridae
- Familia  Stromateidae

- Subordinul Anabantoidei

- Familia  Anabantidae
- Familia  Helostomatidae
- Familia  Osphronemidae

- Subordinul Channoidei

- Familia  Channidae
- Familia  Caproidae

- Ordinul Pleuronectiformes

- Subordinul Psettodoidei

- Familia  Psettodidae

- Subordinul Pleuronectoidei

- Familia  Citharidae
- Familia  Scophthalmidae
- Familia  Paralichthyidae
- Familia  Pleuronectidae
- Familia  Bothidae
- Familia  Paralichthodidae
- Familia  Poecilopsettidae
- Familia  Rhombosoleidae
- Familia  Achiropsettidae
- Familia  Samaridae
- Familia  Achiridae
- Familia  Soleidae
- Familia  Cynoglossidae

- Ordinul Tetraodontiformes

- Subordinul Triacanthodoidei

- Familia  Triacanthodidae

- Subordinul Balistoidei

- Familia  Triacanthidae
- Familia  Balistidae
- Familia  Monacanthidae
- Familia  Ostraciidae

- Subordinul Tetraodontoidei

- Familia  Triodontidae
- Familia  Tetraodontidae
- Familia  Diodontidae
- Familia  Molidae